# Туліо Маравілья
Туліо Умберту Перейра Коста або просто  Туліо Маравілья (порт.-браз. Túlio Humberto Pereira Costa / Túlio Maravilha; нар. 2 червня 1969, Гоянія, Бразилія) — бразильський футболіст, нападник.

## Клубна кар'єра

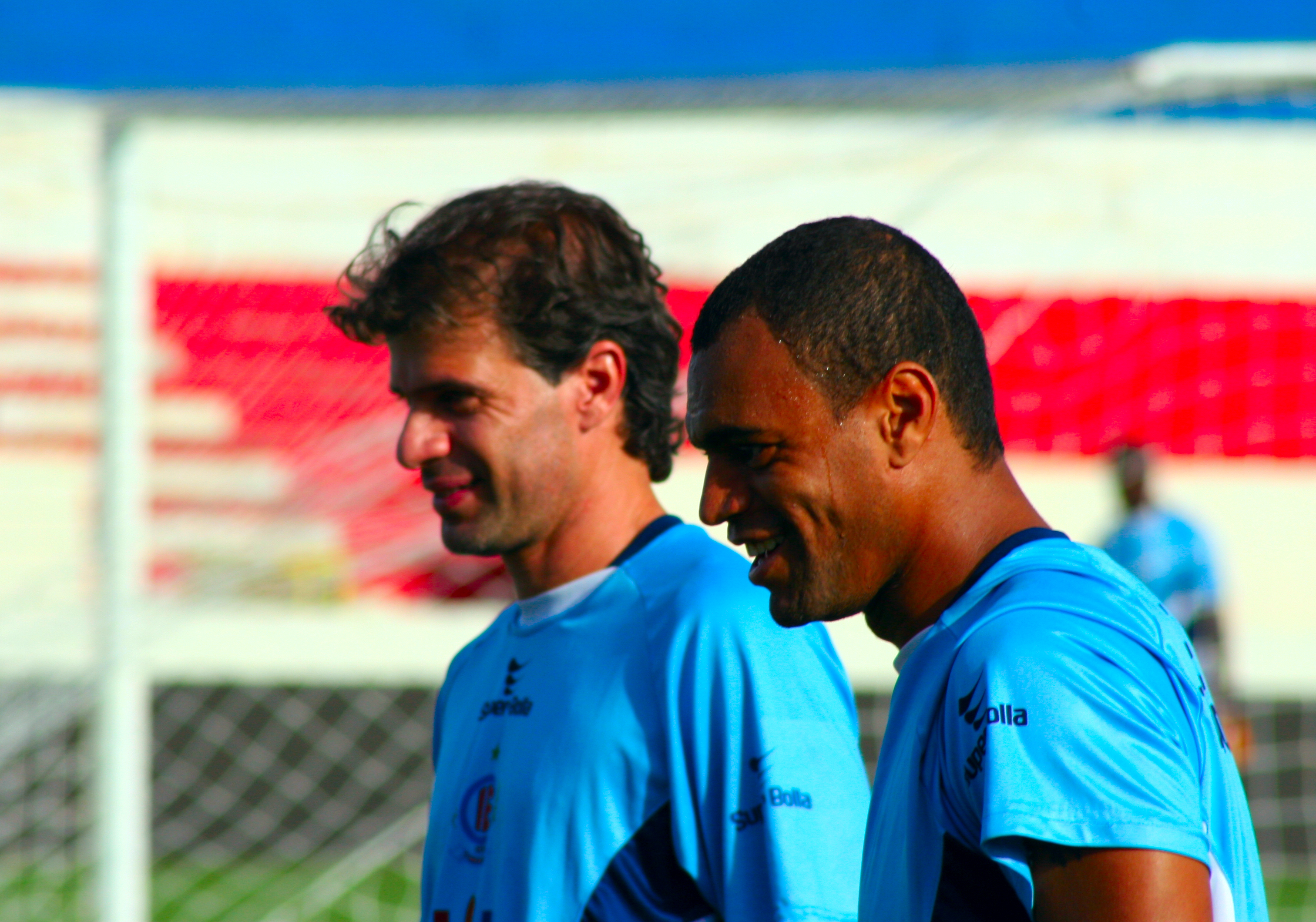
Туліо з Денілсоном

Футбольну кар'єру розпочав у «Гоясі», у складі якого 1987 року з 22 голами став найкращим бомбардиром молодіжного чемпіонату штату. У 1988 році головний тренер «Гояса» Луїс Феліпе Сколарі перевів гравця до дорослої команди. Разом з командою тричі вигравав чемпіонат штату Гояс — Лігу Гояно у 1989, 1990, 1991 роках. У 1989 році став найкращим бомбардиром чемпіонату Бразилії, а в 1991 році — Лігу Гояно. У 1992 році на декілька місяців перейшов до тодішнього чемпіона Швейцарії «Сьйона».
Після повернення до Бразилії приєднався до «Ботафогу», де завдяки 3 голам у ворота «Америки» отримав від вболівальників прізвисько «Туліо Маравілья». Виступи за «Ботафого» — найкращий період у його кар'єрі. З командою «Фогао» виграв чемпіонат Бразилії 1995 року, двічі став найкращим бомбардиром чемпіонату в 1994 і 1995 роках, а також найкращим бомбардиром Ліги штату Ріо-де-Жанейро у вище вказані сезони. На початку 1997 року залишив «Ботафого» та перебрався до «Корінтіанса». Цей трансфер ознаменував початок постійних клубних переходів Туліо. З «Корінтіансом» виграв чемпіонат штату Сан-Паулу — Лігу Пауліста 1997 року, а потім перейшов у «Віторію» (Салвадор).
1998 рік знову провів у «Ботафого», де сформував атакувальний тандем з Бебето, з яким виграв турнір Ріо-Сан-Паулу. У 1998—1999 році виступав за «Флуміненсе» та «Віла-Нова». У 2000 році грав за «Сан-Каетано» і втретє за «Ботафого». У 2001 році грав за «Віла-Нову» та «Санта-Круз» (Ресіфі). З Віла Нова виграв чемпіонат штату Гояс — Лігу Гояно. У 2002 році вирішив здійснити свій другий трансфер до Європи, в будапештський «Уйпешт», з яким виграв Кубок Угорщини 2002 року.
Після повернення на батьківщину підсилив до «Бразильєнсе», з якою виграв Серію С чемпіонату Бразилії та вийшов до другого дивізіону. Сезон 2003 року завершив в «Атлетіку Гоянієнсі». Наступний сезон розпочинав у клубі з чемпіонату штуту «Тупі», з якого перейшов у болівійський «Хорхе Вільстерман». Після повернення до Бразилії виступав в «Анаполіні». Наступними його клубами стали «Волта-Редонда» та «Жувентуде». У футболці «Волта-Редонди» знову став найкращим бомбардиром чемпіонату штату Ріо-де-Жанейро.
Наприкінці 2005 року нетривалий період часу перебував в «Аш-Шабабі», звідки повернувся до «Волта-Редонди». У період з 2006 по 2007 рік постійно змінював клуби, виступав за «Фаст» (Манаус), «Канеденсе» та «Ітаусуенсе». У 2008 році знову грав за «Віла-Нову», де втретє став найкращим бомбардиром чемпіонату штату Гояс. У 2009 році виступав за «Ітумбіару», «Гоянію» і «Ботафого».
У 2014 році грав за клуб «Араша», де відзначився, за власними підрахунками, 1000-м голом, однак, немає жодних офіційних записів про 1000 голів, якими гравець відзначився протягом своєї кар'єри. У 2015 році став гравцем клубу «Табоан-да-Серра», який виступав у Серії А3 чемпіонату штату Сан-Паулу. Нападник зіграв за команду два матчі та відзначився одним голом із пенальті.

## Кар'єра в збірній
1990 року в складі молодіжної збірної Бразилії виступав на турнірі в Тулоні: бразильці посіли третє місце, а нападник відзначився 4 голами в 5 матчах.
У футболці національної збірної Бразилії дебютував 17 жовтня 1990 року в нічийному (0:0) товариському поєдинку проти Чилі. У національній команді Туліо Маравілья провів 15 матчів та відзначився 13 голами, з яких 14 матчів і 10 голів були офіційними. Більшість матчів та голів Туліо в національній збірній припадає на 1995 рік. 29 червня в Ресіфі в товариському матчі відзначився 2 голами у воротах збірної Польщі під керівництвом Генрика Апостела. У липні брав участь у Кубку Америки 1995 року. Відомий тим, що зрівняв рахунок в поєдинку проти Аргентини у чвертьфіналі кубку Америки, під час якого навмисно зіграв рукою. Бразилія посіла друге місце, програвши у фіналі в серії післяматчевих пенальті Уругваю, в якому Туліо не реалізував вирішальне пенальті. Востаннє за збірну зіграв 20 грудня 1995 року в переможному (3:1) товариському матчі проти Колумбії в Манаусі на стадіоні Вівалду Ліма, у якому відзначився 2 голами.

## Стиль гри
|                   | «Коли Туліо на полі, не буває такого поняття, як тривіальний гол». |
| — Армандо Ногейра |                                                                    |

Грав на позиції нападника у багатьох бразильських командах, а також мав нетривалий досвід в європейських клубах, грав за «Сьйон» та «Уйпешт», продемонстрував незвичайну гольову здатність, яка дала йому змогу відзначитися багатьма голами.

## Особисте життя
Його син, Туліо Умберто Перейра да Коста Філью, народився в один день із батьком. Він грав тільки в дитячих командах. Намагався стати футболістом, але грав лише у дитячих командах. Покинув футбол і став блогером каналу Tulinho Oficial.

## Політична діяльність
У жовтні 2008 року обраний олдерменом у столиці штату Гояс, Гоянія, від Партії бразильського демократичного руху, він набрав 10 401 голос.

## Статистика виступів

### У збірній
| #   | Дата             | Суперник       | Рахунок          | Змагання                     | Примітки   |
| --- | ---------------- | -------------- | ---------------- | ---------------------------- | ---------- |
| 1.  | 17 жовтня 1990   | Чилі           | 0 — 0            | товариський матч             | 62         |
| 2.  | 18 грудня 1991   | Чехословаччина | 2 — 1            | товариський матч             |            |
| 3.  | 4 травня 1994    | Ісландія       | 3 — 0            | товариський матч             |            |
| 4.  | 22 лютого. 1995  | Словаччина     | 5 — 0            | товариський матч             | 76'        |
| 5.  | 29 березня 1995  | Гондурас       | 1 — 1            | товариський матч             | 45' (пен.) |
| ?   | 27 квітня 1995   | «Валенсія»     | 4 — 2            | неофіційний товариський матч | Гол        |
| 6.  | 18 травня 1995   | Ізраїль        | 2 — 1            | товариський матч             | 39' 81     |
| 7.  | 29 червня 1995   | Польща         | 2 — 1            | barátságos mérkőzés          | 2', 56'    |
| 8.  | 13 липня 1995    | Колумбія       | 3 — 0            | Груповий етап Кубка Америки  | 74 76'     |
| 9.  | 7 липня 1995     | Еквадор        | 1 — 0            | Груповий етап Кубка Америки  |            |
| 10. | 17 липня 1995    | Аргентина      | 2 — 2 (д.ч.:4-2) | Чвертьфінал Кубка Америки    | 80 81'     |
| 11. | 20 липня 1995    | США            | 1 — 0            | Чвертьфінал Кубка Америки    | 75         |
| 12. | 23 липня 1995    | Уругвай        | 1 — 1 (д.ч:3-5)  | Півфінал Кубка Америки       | 30'        |
| 13. | 8 листопада 1995 | Аргентина      | 1 — 0            | товариський матч             | 81         |
| 14. | 20 грудня 1995   | Колумбія       | 3 — 1            | товариський матч             | 48', 87'   |

## Досягнення

### Клубні

#### Чемпіонат штату
«Гояс»
- Ліга Гояно
  -  Чемпіон (3): 1989, 1990, 1991

«Ботафого»
- Турнір Ріо-Сан-Паулу
  -  Чемпіон (1): 1998

«Сан-Каетано»
- Серія A2 Ліги Паулісти
  -  Чемпіон (1): 2000

«Волта-Редонда»
- Кубок Гуанабара
  -  Володар (1): 2005

«Ітаусу»
- Третій дивізіон Ліги Гояно
  -  Чемпіон (1): 2006

#### Національні турніри
«Ботафого»
- Серія A
  -  Чемпіон (1): 1995

«Уйпешт»
- Кубок Угорщини
  -  Володар (1): 2001/02

«Бразильєнсе»
- Серія C
  -  Чемпіон (1): 2002

«Хорхе Вільстерман»
- Кубок Болівії
  -  Чемпіон (1): 2004

#### Міжнародні турніри
«Крузейро»
- Рекопа Південної Америки
  -  Володар (1): 1998

#### Індивідуальні
- Срібний м'яч (2): 1989, 1995
- Найкращий бомбардир Серії А Чемпіонату Бразилії (3): 1989 (11 гол), 1994 (19 гол), 1995 (23 гол)
- Найкращий бомбардир Серії B (1): 2008 (24 голи)
- Найкращий бомбардир Серії C (2): 2002 (11 гол), 2007 (27 голів)
- Найкращий бомбардир Ліги Каріоки (3): 1994 (14 голів), 1995 (27 голів), 2005 (12 голів)
- Найкращий бомбардир Ліги Гояно (3): 1991 (18 голів), 2001 (16 голів), 2008 (14 голів)
- Найкращий бомбардир Третього дивізіони Ліги Гояно (1): 2006 (7 голів)
- Найкращий бомбардир Серії A2 Ліги Паулісти (1): 2000 (18 голів)
- Найкращий бомбардир Другого дивізіону Ліги Бразильєнсе (1): 2009 (7 голів)